# Saint-Bonnet-Tronçais
Saint-Bonnet-Tronçais település Franciaországban, Allier megyében. Lakosainak száma 739 fő (2022. január 1.). Saint-Bonnet-Tronçais Ainay-le-Château, Braize, Le Brethon, Cérilly, Isle-et-Bardais, Charenton-du-Cher és Meaulne-Vitray községekkel határos.

## Népesség
A település népessége az elmúlt években az alábbi módon változott:
| Lakosok száma | 1105 | 853  | 913  | 760  | 731  | 728  | 725  | 730  | 732  | 739  |
|               | 1968 | 1982 | 1990 | 2006 | 2013 | 2015 | 2017 | 2019 | 2020 | 2022 |